# Marinus van Tyrus
Marinus van Tyrus (Grieks: Μαρίνος ο Τύριος) (ca. 70 - ca. 130) was een Oud-Griekse geograaf, cartograaf en wiskundige. 
Marinus' werk wordt genoemd door tijdgenoot Ptolemaeus en de geograaf Al-Masudi en bestond met name uit het toepassen van wiskunde in de geografie, waardoor nieuwe cartografische methodes ontstonden. Zo was hij de eerste persoon die de equidistante cilinderprojectie toepaste op een kaart en aan elke locatie een aparte breedtegraad en lengtegraad kon geven. Dit hielp vooral zeevaarders. Op zijn kaarten legde Marinus het meest westelijke bewoonbare punt bij het Canarische eiland Ferro, het oostelijke punt in China, het noordelijke punt bij de Shetlandeilanden en het zuidelijke bij Agisymba ter hoogte van de Steenbokskeerkring. De lengtegraden werden parallel aan het eiland Rodos toegevoegd. Met deze kaarten was Marinus de eerste in het Romeinse Keizerrijk die China weergaf op kaart. Hij berekende dat de aarde een omtrek van circa 33.000 kilometer zou hebben, waarmee hij slechts 17% van de werkelijkheid af zat.